# Kooyong Stadium
 (avril 2025).
Si vous disposez d'ouvrages ou d'articles de référence ou si vous connaissez des sites web de qualité traitant du thème abordé ici, merci de compléter l'article en donnant les références utiles à sa vérifiabilité et en les liant à la section « Notes et références ».
Le Kooyong Stadium (en français : stade de Kooyong) est un stade de tennis à Melbourne, Australie dans l'État de Victoria. Il a accueilli l'Open d'Australie entre 1972 et 1987 et accueille le Kooyong Classic depuis 1988.

## Historique
Le stade accueil l'Open d'Australie de 1972 à 1987. L'année suivante, en 1988, le tournoi déménage sur les courts de Melbourne Park, et laisse sa place au Kooyong Classic, un tournoi d'exhibition qui est encore joué aujourd'hui.
Le Kooyong Stadium a aussi été le théâtre de plusieurs rencontres de Coupe Davis, notamment la finale de 1986 qui a vu l'Australie battre la Suède, alors double tenante du titre, au terme du match décisif.
En 2019, les tribunes ouest et sud sont détruites, réduisant la capacité du stade de 8 500 spectateurs à 5 000.